# Verlinghem
Verlinghem település Franciaországban, Nord megyében. Lakosainak száma 2678 fő (2022. január 1.). Verlinghem Quesnoy-sur-Deûle, Frelinghien, Lambersart, Lompret, Pérenchies, Saint-André-lez-Lille és Wambrechies községekkel határos.

## Népesség
A település népessége az elmúlt években az alábbi módon változott:
| Lakosok száma | 2303 | 2430 | 2501 | 2460 | 2475 | 2483 | 2607 | 2673 | 2678 |
|               | 2013 | 2015 | 2016 | 2017 | 2018 | 2019 | 2020 | 2021 | 2022 |